# Kartonski tisak
Kartonski tisak grafička je tehnika visokog tiska koja oponaša linorez i drvorez. 
Na kartonsku se podlogu lijepe komadi kartona koji će na sebe primiti boju. Otiskuje se ručno.

## Postupak
Olovkom se nacrtaju zamišljeni oblici koji se zatim izrezuju iz kartona i lijepe se na tvrdu podlogu. Na čvrstu se pločicu, posudu ili paletu istisne boja s nešto glicerina, čime se sprječava prebrzo isušivanje. Boja se razvalja valjkom i dalje nanosi na matricu valjkom ili kistom. Papir se stavi na matricu i pritisne rukom ili oblim predmetom. Gotovi se tisak podigne, a postupak se može ponavljati mnogo puta, prilikom čega se svaki put nanosi boja, ovisno o kvaliteti kartona. Na kraju se otisak označi signaturom, tj. oznakom se ili potpisom stavlja znak koji zamjenjuje ili likovno predstavlja ime autora nekog djela, redni broj otiska, ukupni broj otisaka i godina nastanka.